# Mayo-Banyo
Departament Mayo-Banyo – departament w Prowincji Adamawa w Kamerunie ze stolicą w Banyo. Na powierzchni 8 520 km² żyje około 134,9 tys. mieszkańców.